# Chọc dịch não tủy
Chọc dịch não tủy, còn được gọi là chọc dò thắt lưng, chọc dò cột sống, chọc dò tủy sống là một thủ thuật y tế trong đó kim được đưa vào ống sống, phổ biến nhất là để lấy dịch não tủy (CSF) để xét nghiệm chẩn đoán. Lý do chính cho việc chọc dò tủy sống là để giúp chẩn đoán các bệnh của hệ thần kinh trung ương, bao gồm não và cột sống, ví dụ: viêm màng não và xuất huyết dưới nhện.  Trong một số bệnh, chọc dịch não tủy được sử dụng trong điều trị.  Tăng áp lực nội sọ là một chống chỉ định, do nguy cơ nhu mô trong não bị chèn ép và đẩy về phía cột sống.  Đôi khi, chọc dịch não tủy không thể được thực hiện một cách an toàn (ví dụ do xu hướng chảy máu nghiêm trọng).  Đây được coi là một thủ thuật an toàn, tác dụng phụ phổ biến là đau đầu sau chọc dịch.
Thủ tục thường được thực hiện dưới gây tê tại chỗ bằng kỹ thuật vô trùng.  Đưa kim tiêm dưới da được sử dụng để đưa vào khoang dưới nhện và lấy dịch.  Dịch não tủy thu được sẽ được gửi để xét nghiệm sinh hóa, vi sinh và tế bào học.  Sử dụng siêu âm để đánh dấu vị trí dò có thể làm tăng khả năng chọc thành công.
Chọc dịch não tủy được bác sĩ người Đức Heinrich Quincke giới thiệu lần đầu tiên vào năm 1891.

## Sử dụng trong y tế
Chọc dịch não tủy được chỉ định nhằm chẩn đoán hoặc điều trị bệnh.

### Chẩn đoán
Các chỉ định chẩn đoán chính của chọc dịch não tủy là để lấy dịch não tủy (CSF).  Phân tích DNT giúp chẩn đoán loại trừ trừ nhiễm trùng, viêm, và khối u  ảnh hưởng đến hệ thần kinh trung ương. Chọc dịch não tủy hay gặp nhất là để loại trừ viêm màng não.  Cũng có thể sử dụng chọc dịch não tủy để phát hiện xem ai đó có 'Giai đoạn 1' hay 'Giai đoạn 2' của Trypanosoma brucei (Bệnh do Trypanosoma Châu Phi, đây là nhiễm trùng do động vật đơn bào thuộc các loài Trypanosoma brucei gây ra, lây truyền qua vết cắn của ruồi Glossinia).  Trẻ nhỏ thường có chỉ định chọc dịch não tủy nếu sốt mà không thấy nguồn vào, do tỷ lệ viêm màng não cao hơn ở người lớn. Trên lâm sàng, trẻ sơ sinh thường không có triệu chứng kinh điển của dấu hiệu kích thích màng não như cứng cổ, đau đầu như cách người lớn hay bị.  Ở bất kỳ nhóm tuổi nào, xuất huyết dưới nhện, não úng thủy, tăng áp lực nội sọ lành tính và nhiều chẩn đoán khác có thể được hỗ trợ hoặc loại trừ bằng xét nghiệm này.  Chọc dịch não tủy cũng có thể được sử dụng để phát hiện sự hiện diện của các tế bào ác tính trong dịch não tủy, như trong viêm màng não ung thư hoặc u trung thất.  Ví dụ: CSF chứa ít hơn 10 tế bào hồng cầu (hồng cầu) / mm³ được coi là "âm tính" trong  xuất huyết dưới nhện.  Dương tính khi có số lượng hồng cầu từ 100 / mm³ trở lên.